# Mhorrgazelle
De mhorrgazelle (Nanger dama mhorr) is een van de ondersoorten van de damagazelle. De damagazelle is de grootste soort gazelle. Deze soort wordt met uitsterven bedreigd. De ondersoort mhorrgazelle was zelfs helemaal uitgestorven in het wild. Het is een van de zeldzaamste dieren ter wereld en was alleen nog maar te bewonderen in dierentuinen. Door verschillende inspanningen van dierentuinen en organisaties die opkomen voor bedreigde diersoorten komt de mhorrgazelle nu weer voor in de vrije natuur. Doordat de gazelle maar een of twee kalveren krijgt na een draagtijd van ongeveer zeven maanden, verloopt de groei van de populatie langzaam.

## Kenmerken
De mhorrgazelle is de grootste variant van de ondersoorten van de gazellen. De schouderhoogte is 75 cm, de lengte 1.60 m en ze wegen rond de 85 kg. Ondanks dat de dieren zo groot zijn hebben ze toch een slanke bouw, wat ze elegant over laat komen. De mhorrgazellen hebben een bruine rug en nek en hun buik en poten zijn wit. Bij de meeste exemplaren loopt er nog een dunne bruine streep van de rug door naar de poten.
De hoorns zijn erg opvallend door de S-vorm en kunnen wel 20 tot 40 cm lang worden.

## Leefwijze
De mhorrgazellen kwamen oorspronkelijk voor in Noord-Afrika, in Marokko, Senegal en Sudan. Ze leven in open en droge landschappen, zoals woestijnen en op de Sahara. Ze leven in kuddes van vijf tot vijfentwintig stuks. Omdat ze in droge landschappen leven, moeten ze veel rondtrekken om genoeg voedsel te kunnen vinden.

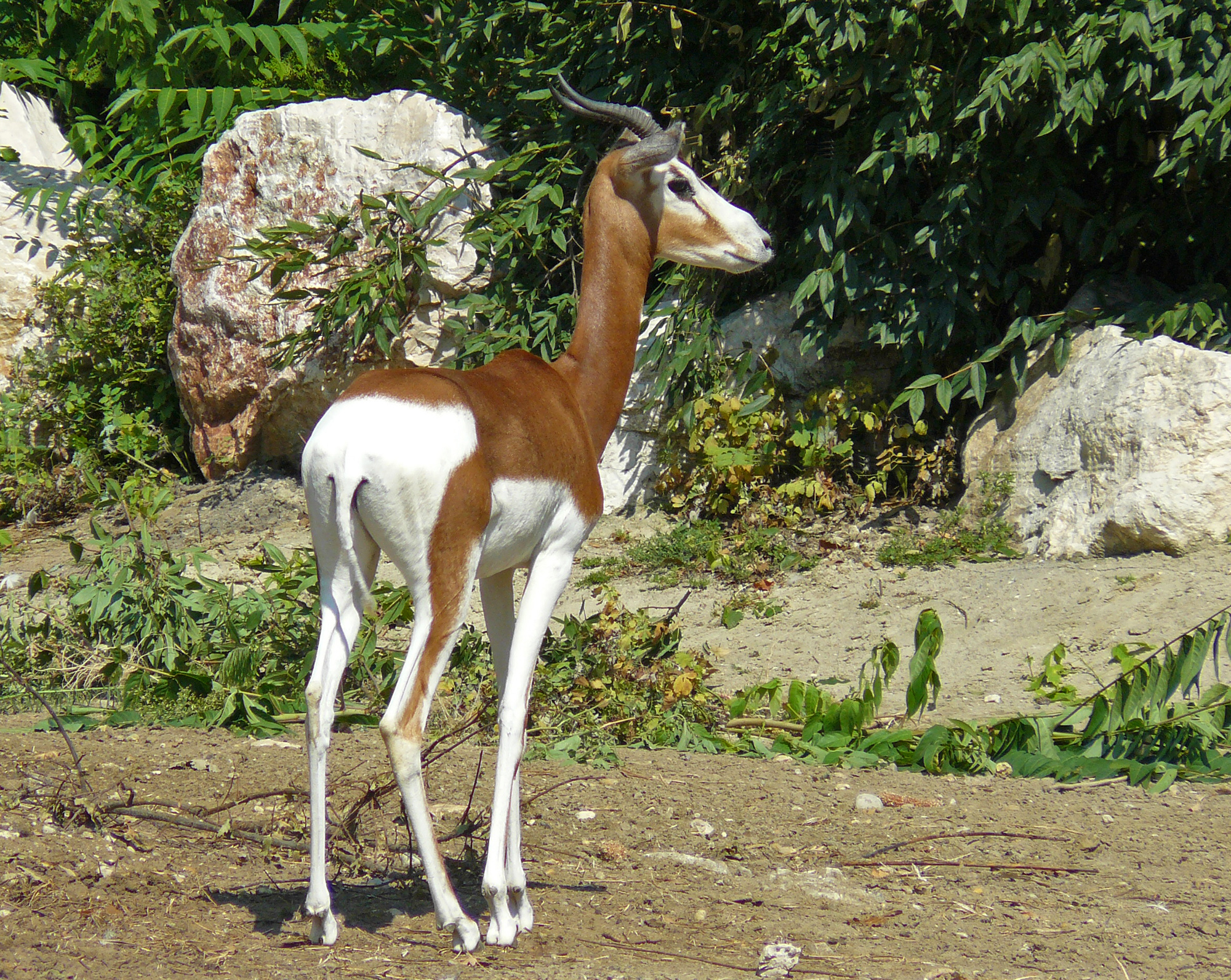
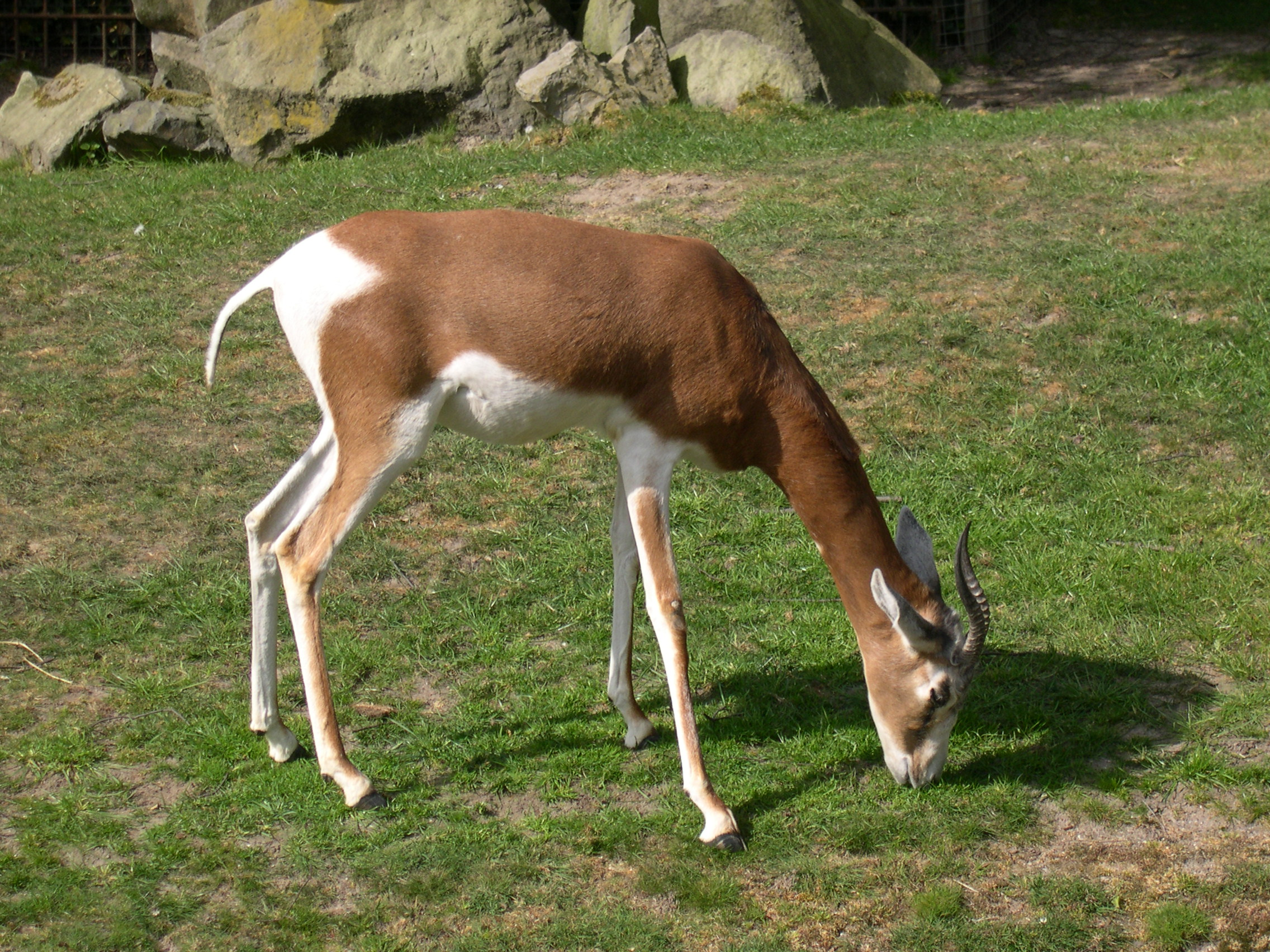
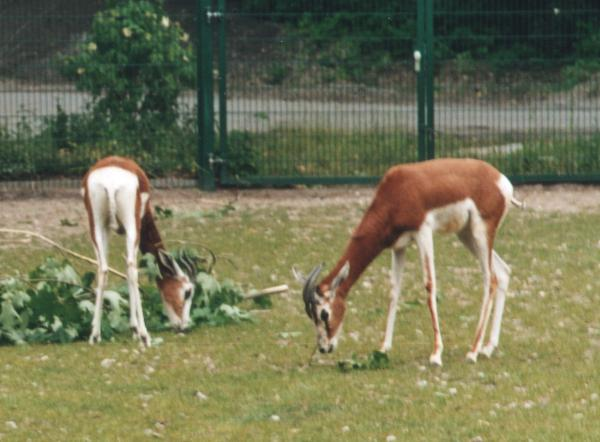
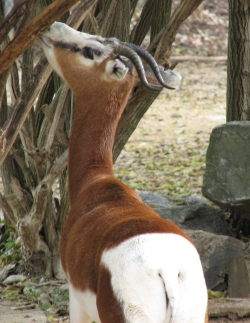
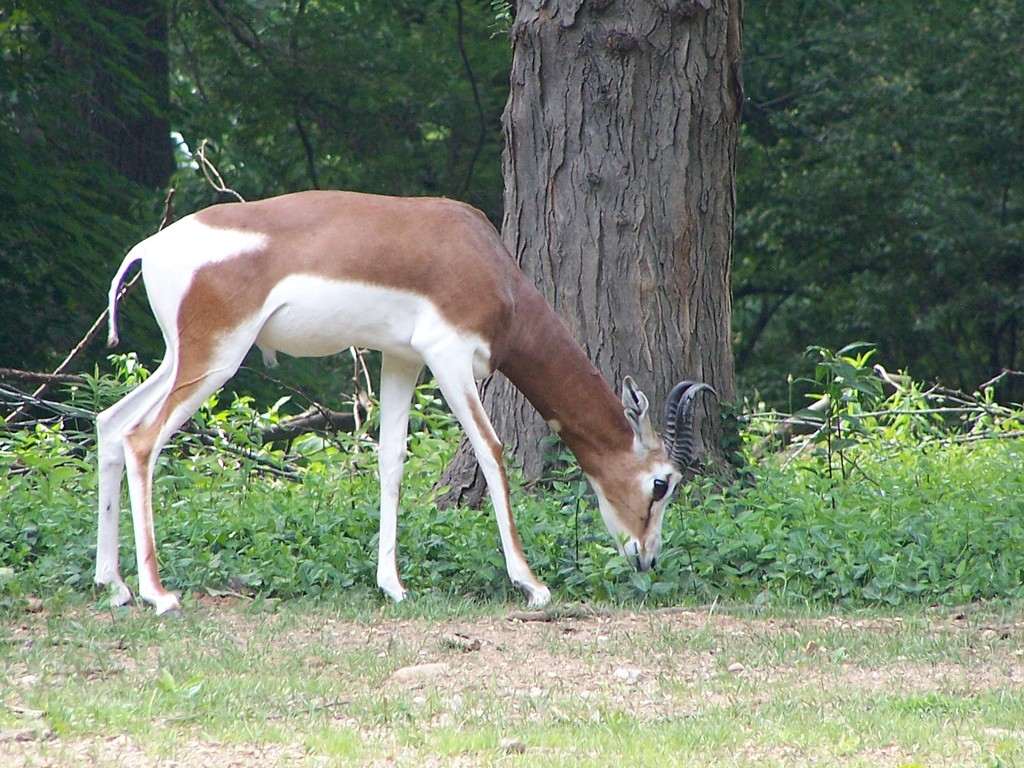
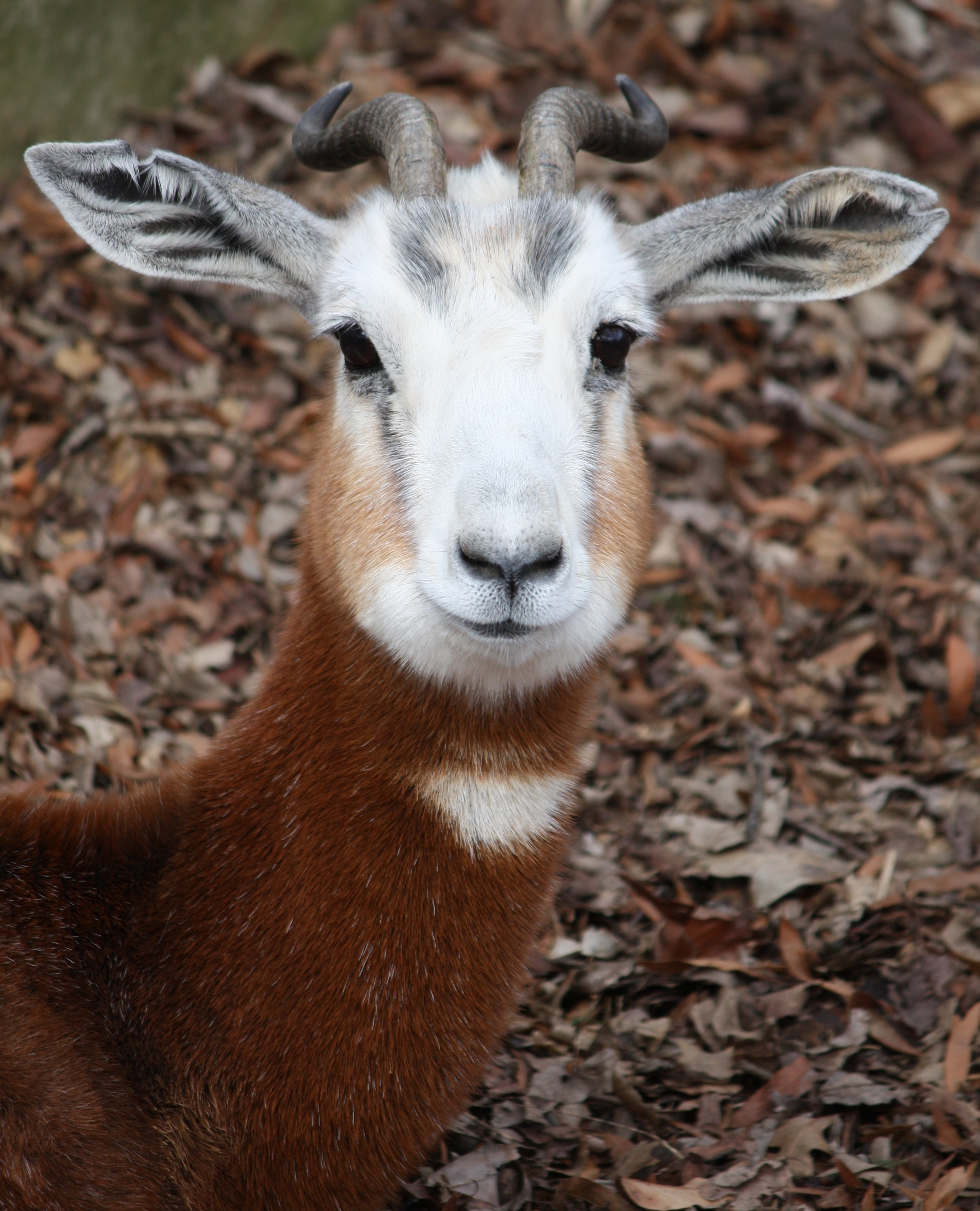
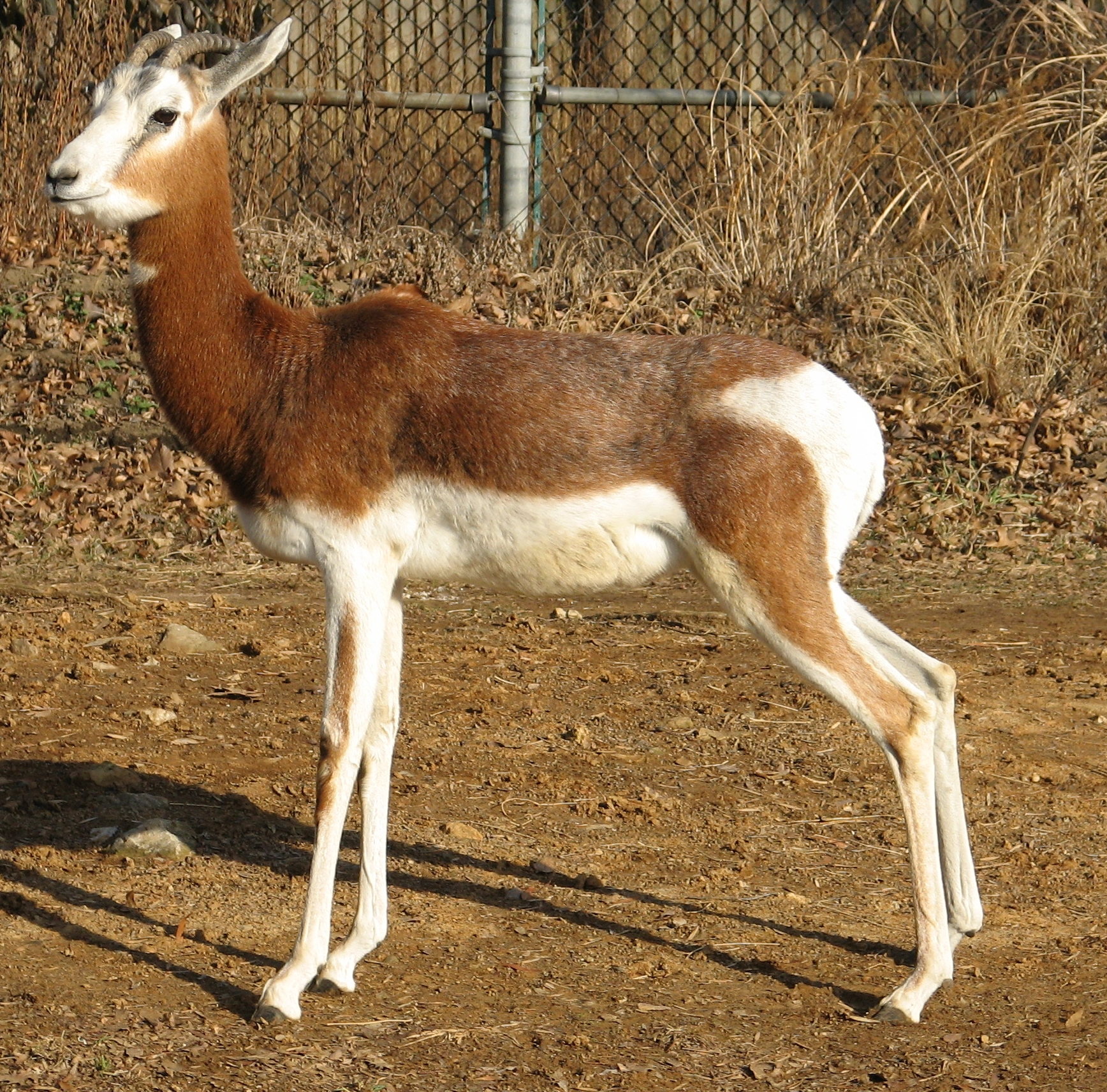